# Chondrula mletaki
Chondrula mletaki is een slakkensoort uit de familie van de Enidae. De wetenschappelijke naam van de soort is voor het eerst geldig gepubliceerd in 1993 door Lajtner.